# Sebekia
Sebekia is een geslacht van kreeftachtigen uit de familie Sebekidae.

## Soorten
- Sebekia cesarisi Giglioli, in Sambon, 1922
- Sebekia divestei Giglioli, in Sambon, 1922
- Sebekia johnstoni Riley, Spratt & Winch, 1990
- Sebekia microhamus Self & Rego, 1985
- Sebekia minor (Wedl, 1861)
- Sebekia mississippiensis Overstreet, Self & Vliet, 1985
- Sebekia multiannulata Riley, Spratt & Winch, 1990
- Sebekia novaeguineae Riley, Spratt & Winch, 1990
- Sebekia okavangoensis Riley & Huchzermeyer, 1995
- Sebekia oxycephalum (Diesing, 1836)
- Sebekia purdieae Riley, Spratt & Winch, 1990
- Sebekia trinitatis Riley, Spratt & Winch, 1990